# あしたの悩み
「あしたの悩み」（あしたのなやみ）は、1974年1月21日にCBS・ソニー（現：ソニー・ミュージックレーベルズ）から発売されたフォーリーブスの22枚目のシングルである。

## 収録曲
1. あしたの悩み
作詞:安井かずみ／作曲・編曲:鈴木邦彦／作品コード:001-2772-8
2. あやまち
作詞:うさみかつみ／作曲・編曲:鈴木邦彦／作品コード:001-2771-0